# 5445 Williwaw
5445 Williwaw (1991 PA12) là một tiểu hành tinh vành đai chính được phát hiện ngày 7 tháng 8 năm 1991 bởi H. E. Holt ở Đài thiên văn Palomar.